# یوروکانیک اسید
یوروکانیک اسید (به انگلیسی: Urocanic acid) با فرمول شیمیایی C6H6N2O2 یک ترکیب شیمیایی با شناسه پاب‌کم 7580 است. که جرم مولی آن ۱۳۸٫۱۲۴ گرم بر مول می‌باشد. 